# Francisco Pombeiro
Francisco Maria Nogueira Neves Pereira Pombeiro, nascido em Portugal a 14 de junho de 1996, é um jogador profissional de voleibol que joga atualmente pelo Sporting Clube de Portugal.